# Festividade religiosa
Uma festividade religiosa é um momento ou data de especial importância para os adeptos de uma religião. Os festivais religiosos são comumente celebrados em ciclos recorrentes em um ano civil ou calendário lunar.

## Roma Antiga

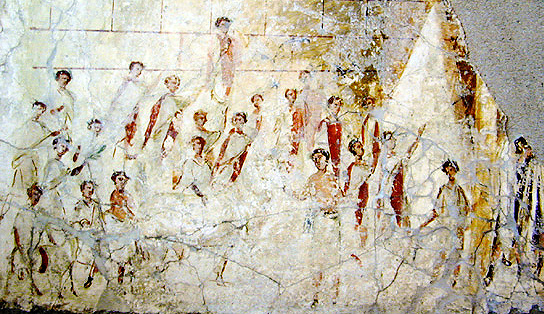
Homens romanos participando no festival Compitália, em uma pintura de parede de Pompeia

As férias (feriae) eram uma parte importante da vida religiosa romana durante as eras republicana e imperial e eram uma das principais características do calendário romano. Férias (no sentido de "dias sagrados") eram públicas (publicae) ou privadas (privatae), com as férias oficiais sendo celebrados pelo povo romano e recebendo financiamento público, enquanto as privadas (Feriae privatae) eram celebradas em homenagem a particulares ou famílias.
Varrão, estudioso do século I a.C., definiu as férias como "dias instituídos para o bem dos deuses". O festival de uma divindade costumava marcar o aniversário (dies natalis, "aniversário") da fundação do templo da divindade, ou uma rededicação após uma grande reforma. Os negócios públicos foram suspensos para a realização de ritos religiosos nas férias. Cícero diz que as pessoas que eram livres não deveriam se envolver em ações judiciais e brigas, e os escravos deveriam ter uma folga de seu trabalho. Nos calendários da República e do início do Império, o dia de status religioso era marcado por letras como F (para fasto), C (para comicial, um dia em que o povo romano podia celebrar assembleias) e N (para nefasto, quando as atividades políticas e a administração da justiça eram proibidas). No final do século II d.C., os calendários existentes não mostram mais essas letras, provavelmente como resultado de reformas de calendário introduzidas por Marco Aurélio que reconheceram a mudança no ambiente religioso do império.

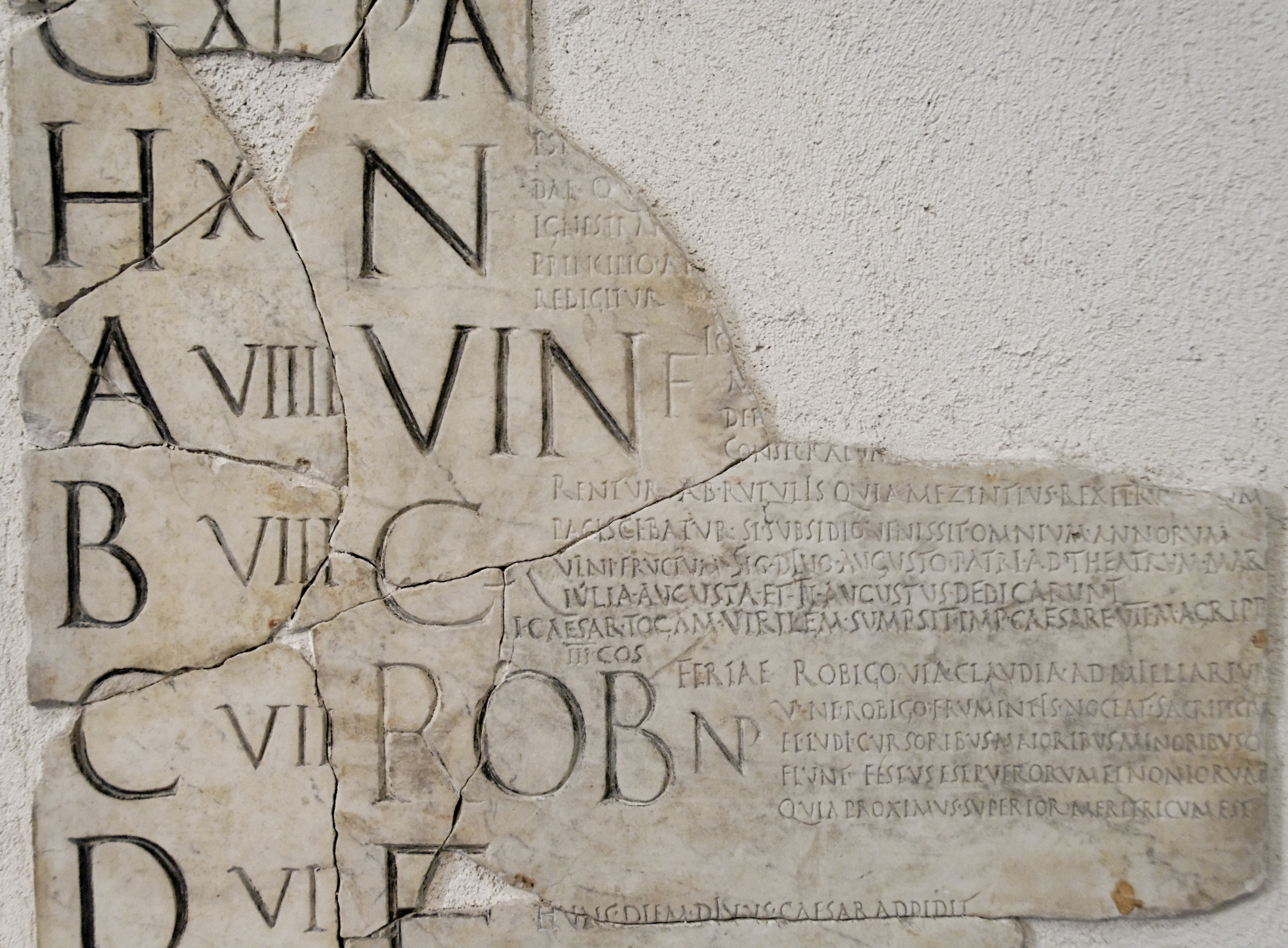
Um fragmento dos Fastos Prenestinos de abril (April), com os festivais de Vinália (VIN) e Robigália (ROB) marcados em letras maiúsculas

Nos calendários romanos sobreviventes, os festivais que aparecem em grandes letras maiúsculas (como o Lupercália e a Parília) são considerados os feriados mais antigos, tornando-se parte do calendário antes de 509 a.C.. Alguns dos festivais mais antigos não têm nomes de divindades. Durante o período imperial, vários festivais tradicionais localizados em Roma tornaram-se menos importantes, e os aniversários do imperador e de sua família ganharam destaque como feriados romanos. Os jogos (ludos), como os Jogos Apolinários, eram frequentemente dedicados a divindades específicas, mas não eram tecnicamente feriae, embora pudessem ser feriados no sentido moderno de dias de folga do trabalho (dies festi). Depois de meados do século I d.C., eram mais frequentes os espetáculos e jogos (jogos circenses) realizados no local denominado "circo", em homenagem a várias divindades ou para aniversários imperiais (dies Augusti). Um festival religioso realizado em um único dia, como a Florália, poderia ser expandido com jogos em vários dias (Ludi Florae); o festival da Flora é visto como um precursor das festividades do Primeiro de Maio.
Uma das principais fontes dos feriados romanos é o Fastos de Ovídio, um poema que descreve e fornece as origens dos festivais de janeiro a junho na época de Augusto. Por terminar em junho, menos se sabe sobre as festas romanas na segunda metade do ano, com exceção da Saturnália, festa religiosa em homenagem a Saturno em 17 de dezembro que se expandiu com comemorações até 23 de dezembro. Provavelmente o festival romano mais conhecido, alguns de seus costumes, como dar presentes e a prevalência de velas, tenham influenciado as celebrações populares do Natal.

## Cristianismo

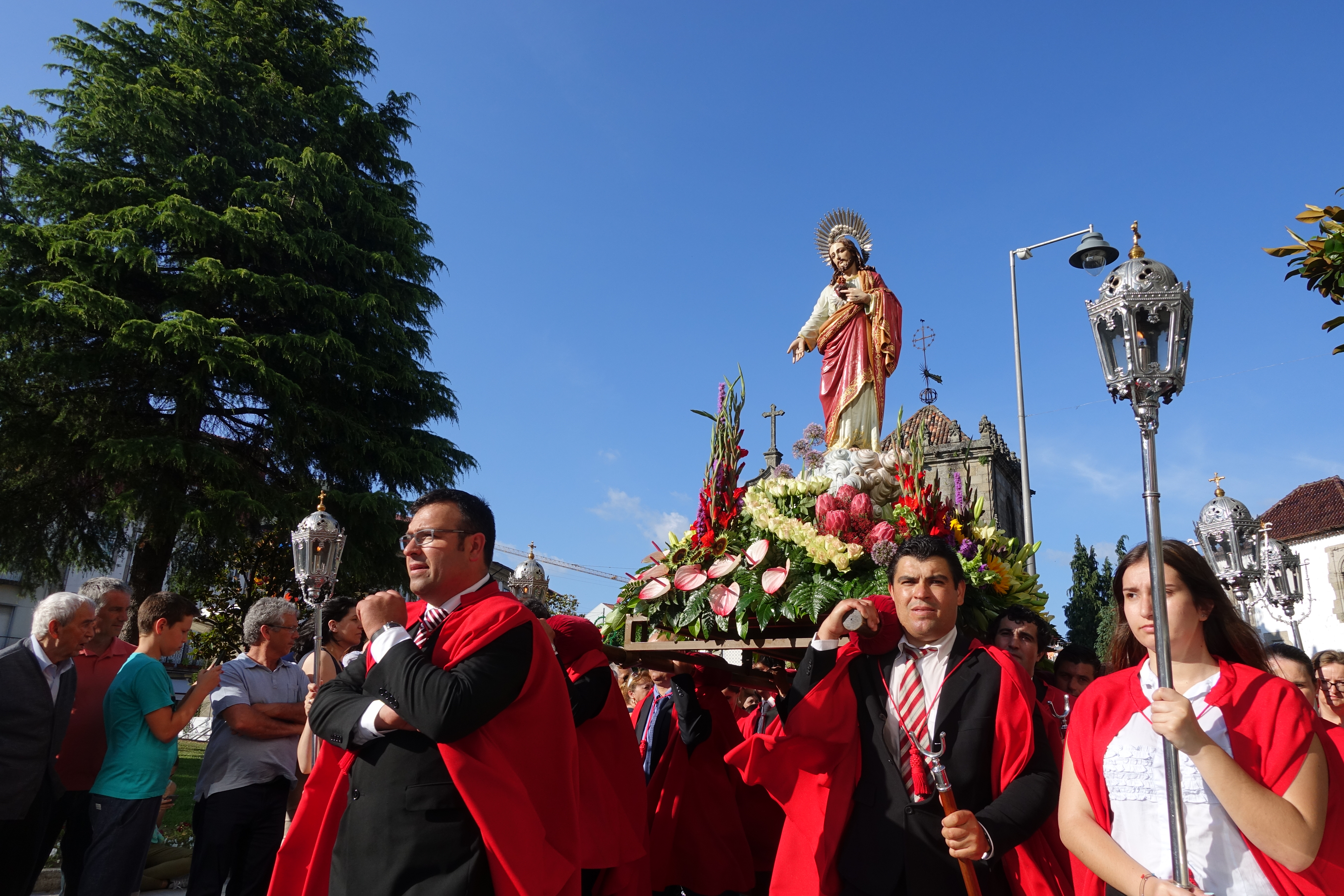
Procissão religiosa

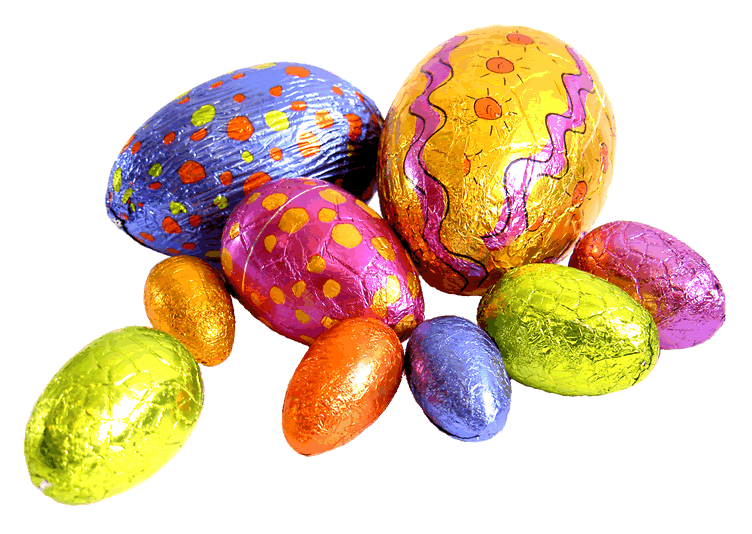
Ovos de Páscoa

A festividade central do cristianismo é a Páscoa, na qual os cristãos celebram sua crença de que Jesus Cristo ressuscitou dos mortos no terceiro dia após sua crucificação. Mesmo para a Páscoa, porém, não há acordo entre as várias tradições cristãs quanto à data ou maneira da observância, menos ainda para o Natal, Pentecostes ou vários outros feriados.[carece de fontes?]
Tanto os protestantes quanto os católicos romanos observam certas festividades que comemoram eventos na vida de Jesus Cristo e, assim como os ortodoxos, costumam celebrar festivais patronais.[carece de fontes?] Destes, os dois mais importantes são o Natal, que comemora o nascimento de Jesus, e a Páscoa, que marca a sua ressurreição. No caso dos católicos comemoram também muitas festividades religiosas em honra da Virgem Maria e dos santos.

## Festival de Fés
Uma celebração do diálogo inter-religioso, o primeiro Festival de Fés foi realizado em Louisville, Kentucky, e, em 1998, o senador Wendell Ford aprovou uma resolução no Congresso dos Estados Unidos “para expressar a opinião do Senado de que o Festival de Fés de Louisville deveria ser elogiado e deve servir como modelo para festivais semelhantes em outras comunidades em todos os Estados Unidos”. Várias cidades nos Estados Unidos agora hospedam festivais inter-religiosos, incluindo Kansas City, Kansas, St. Louis, Missouri, Indianápolis, Indiana e Cincinnati, Ohio.